# どんぐりと山猫
『どんぐりと山猫』（どんぐり と やまねこ）は、宮沢賢治の童話である。1924年（大正13年）に刊行された短編集『注文の多い料理店』に収録されている。係る短編集は賢治が生前に出版した唯一の作品集である。

## 刊行の経緯
作品は、全員が盛岡高等農林学校の同窓生である宮沢賢治・及川四郎（光原社社長）・近森善一の3名によって1924年12月1日に刊行された短編集『注文の多い料理店』（初出時書籍名：『イーハトヴ童話　注文の多い料理店』）に収録されている。近森を発行人とし、賢治の自費出版に近い形で発行された。当時はあまり評価されなかった作品である。

## あらすじ
ある秋の土曜日、一郎少年のもとに、下手くそで間違いだらけの文で書かれた怪しい葉書が届くところから物語がはじまる。翌日面倒な裁判があり、ぜひ出席してほしいという内容で、差出人は、山猫となっている。一郎少年は、葉書を秘密にして、一人で大喜びする。翌日、一郎は山猫を探しに山へ入る。　
深い榧（かや）の森の奥に広がる草地で、異様な風体の馬車別当と会い、葉書を書いたのは彼であることなどを話すうちに山猫が登場し、どんぐりが集まってきて裁判が始まる。どんぐりたちは誰が一番偉いかという話題で争っており、めいめいが自分勝手な理由をつけて自分が偉いと主張するので、三日たっても決着がつかないという。馬車別当は山猫に媚びるばかりで役に立たず、裁判長である山猫は「いいかげん仲直りしたらどうだ」と和解を勧めるが、どんぐりたちが受け入れる気配など全く無く、その都度身勝手な主張を繰り返すばかりで、判決を下したくても思い付つかずに困っている。そこで一郎は山猫に「このなかでいちばんばかで、めちゃくちゃで、まるでなっていないようなのが、いちばんえらい」という法話を耳打ちし、知恵をつけて助けてやる。山猫が一郎からの受け売りほぼそのままの判決を下すと、一瞬にしてどんぐりたちの争いが解決し、どんぐりたちは固まってしまう。山猫は一郎の知恵に感心し「名誉判事」という肩書きを与え、葉書の文面を「出頭すべし」と命令調で出すことにしてよいかと訊ねるも、一郎に否定されてしまった。バツが悪そうな山猫は、謝礼として、塩鮭の頭と黄金（きん）のどんぐりのどちらかを選ばせ、一郎が黄金のどんぐりを選ぶと白いきのこの馬車で家まで送ってくれるが、黄金のどんぐりは色あせて茶色の普通のどんぐりとなり、そして二度と山猫からの葉書は来なくなってしまう。一郎は、「出頭すべし」と書いてもいいと言えばよかったとちょっと残念に思うのである。

## 登場キャラクター
人間である主人公（かねた一郎）と、ほか1人（馬車別当）、擬人化された生物および地形の全7種（動物2種、菌類1種、植物1種、地形1種）が登場する。主人公である人間の「かねた一郎」と、ヤマネコの、その名も「山猫」、この2名が主役である。脇役として馬車別当と大勢のどんぐりが、そして、栗の木、笛ふき滝、きのこ、栗鼠が、端役として登場する。　　
かねた一郎（かねた いちろう）
主人公の少年。山猫から届いた謎の葉書への対応について親や友達に相談することもなく、単身で裁判に出かけてしまう。年齢は明記されていないが、馬車別当への世辞から尋常小学校の三、四年生と分かる。道を尋ねたり、馬車別当や山猫との対応もしっかりしており、いざというときは大人から聞いた法話を思い出すなど、かなり利発で機転が利いている。また、馬車別当が葉書の文や字の下手なのを恥じると世辞を言って慰めるなど、相手を思いやることができ、大人としての分別もある。一方で、異様な葉書を怪しみもせず、無謀なことが大好きで、山猫たちと会話できるなど、野生児としての要素も失っていない。
山猫（やまねこ）
陣羽織のような黄色い衣装や、裁判用の黒い繻子織の衣装を着用し、巻煙草（まきたばこ）を吸うなど、威風堂々としている。客人の一郎には紳士的であるが、裁判官としては解決能力に乏しく、それを隠すために体裁ばかり気にしており、手下やどんぐりたちの前では威厳を保とうとしている。　
馬車別当（ばしゃべっとう）
山猫に仕える人間。背が低く、隻眼で、見えない眼は不気味で、脚も曲がって変形しており、半天姿で鞭を持っているという、異様な風体の男である。性格は卑屈で、山猫に媚びるばかり。葉書の書き方からも分かるように教養は低く、それを恥じている反面、一郎の「大学生でもあんなにうまく葉書は書けない」というような世辞を本気にして喜ぶような単純な性格でもある。裁判の体裁を整えるのも彼の役目である。
どんぐりたち
擬人化されたどんぐりたちで、誰も皆、金色にピカピカと美しく光り、赤いズボンを履いている。その数は三百でも利かず、山猫の裁判所に「蟻のように」集まってきた彼らは「がやがやがやがや」と兎にも角にも騒がしい。
「一番偉いどんぐり」を決めようと毎年言い争っている。しかし、「頭が一番尖っている」「一番丸い」「一番大きい」「一番背が高い」「押しっこが一番強い」など、自分が一番になれる条件を勝手に決めてまんまと一番をせしめようと考えている者ばかりで、他のどんぐりに譲る気の無いどんぐりたちと無能な裁判官の下、巡る議論に終わりは見えない。今年も言い争いに付き合わされて、「もう3日目だ」「いい加減に仲なおりしたらどうだ」と諭しても聞く耳を持たないどんぐりたちに、山猫は呆れ果てていた。一郎から知恵をつけられた山猫は、どんぐりたちの中の誰も喜ばない条件で一番を決めるという判決をもって、どんぐりたちの無駄な争いをやめさせることができた。
栗の木（くりのき）、笛ふき滝（ふえふきたき）、きのこ、栗鼠（りす）
山猫に会おうとする一郎が道すがら出逢う者たちで、一郎から山猫の行方を訊かれて答える。しかしながら、それぞれが異なる方角を教えてしまうため、一郎は混乱することになる。ただ、彼らは決して一郎を混乱させようと口から出任せを言ったのではなく、馬車に乗ってせわしく飛び回っている山猫の実際を言葉足らずながら伝えたにすぎない。栗の木、流れ落ちる水が笛の音のように聞こえる「笛ふき滝」、ぶなの木の根元に生えたたくさんの白いきのこ、そして、くるみの木の上の栗鼠が登場する。栗の木（植物）は「ばらばらと実をおとし」、笛ふき滝（地形）はその名のとおりに「ぴーぴー」と「笛を吹き」、きのこ（菌類）は「どってこどってこと楽隊をやっている」、そして、栗鼠（動物）は「梢をぴょんととんでいる」といった具合に、それぞれの動きの表現には音楽的要素が含まれている。

## 童話集広告ちらしによる解説
本作は童話集『注文の多い料理店』に含まれている。刊行に際して作成された「新刊案内」ちらしが現存しており、その中には収録各作品についての解説文が添えられている。この解説文の執筆者は明示されていないが、賢治によるものと推測されている。本作については以下のとおり綴られている。

## 書籍
没後の本人名義
- 宮沢賢治『宮沢賢治全集 8』（初版）筑摩書房〈ちくま文庫〉、1986年1月28日。ISBN 4-480-02009-8、ISBN 978-4-480-02009-3、OCLC 873461155 。

## 朗読
- 【公式】窪田等の世界 (17 October 2021). 『どんぐりと山猫』作：宮沢賢治　朗読：窪田等　作業用BGMや睡眠導入 おやすみ前 教養にも 本好き 青空文庫 (動画共有サービス). YouTube.  該当時間: 23分02秒. 2022年9月1日閲覧。

※窪田等による朗読。

## 評価
井上ひさしは中央公論社『ともだち文庫』第1回配本7円50銭を自分の貯金で買った初めての本だといい（「忘れられない本」『本の運命』）、「宮澤賢治に聞く」（『the座 1986年 6号』所収の架空の対談）で「自然をどう認識すべきかわからないでいた山間（やまあい）の小さな町の子どもに、自然との関係のつけ方を教えてくれたのです」「わたしたちがなんといっていいのかわからなかったものに、ちゃんと言葉を与えている人がいる！　そのことに感心し、ぼうぜんとなったのです。」と書いている。

## 関連作品

### アニメ
- 『名作アニメシリーズ どんぐりと山猫』 - 1988年（昭和63年）製の日本のOVA（オリジナル・ビデオ・アニメ）。
  - 監督：平田敏夫、制作：マッドハウス、原作：宮沢賢治、キャラクターデザイン：名倉靖博、作画監督：名倉靖博、美術監督：石川山子、音響監督：明田川進、音楽：宮下富実夫、ナレーター：クニ河内『宮沢賢治 名作アニメシリーズ　どんぐりと山猫 (1988)』（VHS）発売：コナミビデオ、1988年9月30日、該当時間: 25分。2022年9月1日閲覧。
- 『どんぐりと山猫』[6] - 学研道徳動画ライブラリー[7]・第2回。1995年（平成7年）。教育映像祭文部科学大臣賞受賞[8]
  - キャスト：原田優一（一郎）、郷里大輔（山猫）、松尾銀三（別当）
  - 演出：森田浩光、脚本：酒井あきよし、制作：星野國夫、原作：宮沢賢治、キャラクターデザイン：関修一、作画監督：本木久年、美術・背景：門屋達郎、音響担当：本田保則. 該当時間：20分 2023年1月30日閲覧。